# Lagares (Penafiel)
Lagares ist ein Ort und eine ehemalige Gemeinde (Freguesia) im Norden Portugals.
Lagares gehört zum Kreis Penafiel im Distrikt Porto. Die Gemeinde hatte eine Fläche von 10,9 km² und 2462 Einwohner (Stand 30. Juni 2011).
Am 29. September 2013 wurden die Gemeinden Lagares und Figueira zur neuen Gemeinde Lagares e Figueira zusammengeschlossen. Lagares ist Sitz dieser neu gebildeten Gemeinde.